# R
Az R a latin ábécé 18., a magyar ábécé 30. betűje. Számítógépes használatban az ASCII kódjai: nagybetű – 82, kisbetű – 114.

## Jelentései

### Filmművészet
- R: Az amerikai korhatár-besoroló bizottság, az MPAA megjelölése szerint az R (Restricted) kategóriába a kiskorúak által csak szülői felügyelettel látható filmek tartoznak.

### Fizika
- R: a röntgensugárzás mértékegységének a jele
- R: az elektromos ellenállás jele
- R: a Rydberg-állandó jele:  R = 1,097·107 m−1
- r: a sugár jele

### Kémia
- R: az egyetemes gázállandó jele: R = 8,314 J/mol·K
- R: konstitúciós képletekben szénláncot jelöl

### Közgazdaságtan
- r, R: a kamatláb jele

### Matematika
- R: a valós számok halmazának jele, általában a szárat megvastagítva használják:  {\displaystyle \mathbb {R} }
- r: a kör sugarának jele

### Számítástechnika
- r: a csak olvasható (read only) attribútum rövidítése
- R: az RGB színkódnál a red, azaz a piros rövidítése

### Egyéb
- r: a német nyelvben található der névelő általános rövidítése
- ®: a bejegyzett védjegy jele
- R: a Rabbi rövidítése